# Zusatzinhalte zu Die Sims 4
Die Sims 4 ist eine im September 2014 von Electronic Arts für Windows, macOS, PlayStation 4 und Xbox One veröffentlichte Lebenssimulation. Der vierte Teil der Die-Sims-Reihe ist seit Oktober 2022 kostenfrei spielbar, während Zusatzinhalte separat käuflich sind. Diese Liste soll eine Übersicht über alle separat erschienenen Erweiterungen, als Gameplay- und Accessoire-Packs vermarkteter Downloadable Content sowie daraus zusammengestellte Sets und Bundle-Packs bieten.

## Erweiterungspakete
Seit 2015 sind 19 größere Erweiterungen, sogenannte Erweiterungspakete erschienen. Diese enthalten eine Vielzahl neuer Inhalte, wie neue Orte, neue Kreaturen und thematisch passende Berufe, Möbel, Accessoires und häufig neue Spielmechaniken.
| Titel                                                | Veröffentlicht    | Inhalt | Metacritic-Wertung |
| ---------------------------------------------------- | ----------------- | --- | ------------------ |
| An die Arbeit! (engl.: Get to Work)                  | 2. April 2015     | - Neue Kreaturen: Aliens - Neue Welt: Magnolia Promenade | 73/100             |
| An die Arbeit! (engl.: Get to Work)                  | 2. April 2015     | Sims können Karrieren als Polizist, Arzt oder Wissenschaftler einschlagen. Letztere können die Alien-Welt besuchen, um exotische Pflanzen zu sammeln und zu züchten. Polizisten klären Verbrechen auf oder gehen auf Streife oder helfen kranken Sims. Der Spieler kann ein eigenes Geschäft aufbauen und leiten, neue Objekte und Stadtteile werden ergänzt.                                                                                         | 73/100             |
| Zeit für Freunde (engl.: Get Together)               | 10. Dezember 2015 | - Neue Welt: Windenburg | 72/100             |
| Zeit für Freunde (engl.: Get Together)               | 10. Dezember 2015 | Sims können in der neuen Welt Windenburg mit Freunden Partys feiern und Pubs besuchen. Eine neue Spielfunktion ermöglicht das Bilden von Freundesgruppen. | 72/100             |
| Großstadtleben (engl.: City Living)                  | 3. November 2016  | - Neue Welt: San Myshuno | 78/100             |
| Großstadtleben (engl.: City Living)                  | 3. November 2016  | Sims können in der neuen Welt Apartment- oder Penthäuser beziehen, die Karrieren Politiker, Kritiker und Soziale Medien einschlagen sowie fünf verschiedene Festivals besuchen. | 78/100             |
| Hunde & Katzen (engl.: Cats & Dogs)                  | 10. November 2017 | - Neue Kreaturen: Hunde und Katzen - Neue Welt: Brindleton Bay | 80/100             |
| Hunde & Katzen (engl.: Cats & Dogs)                  | 10. November 2017 | Sims können Hunde, Katzen, Füchse und Waschbären halten. Als Tierarzt können sie eine eigene Tierklinik betreiben. Der Erstelle-ein-Tier-Modus wird um die Farbpalette aus Die Sims 3 ergänzt. | 80/100             |
| Jahreszeiten (engl.: Seasons)                        | 22. Juni 2018     | Mit der Erweiterung werden Kalender, Jahreszeiten, Wetter und Urlaub sowie eine Gärtner-Karriere eingeführt. | 81/100             |
| Werde berühmt (engl.: Get Famous)                    | 16. November 2018 | - Neue Welt: Del Sol Valley | 77/100             |
| Werde berühmt (engl.: Get Famous)                    | 16. November 2018 | Sims können Ruhm sammeln. Es gibt daher auch einen Promi-Level. Daneben wird der Ruf mit einer Skala eingeführt. Es wird die Schauspieler-Karriere eingeführt. Eine neue Welt namens Del Sol Valley bietet neue Möglichkeiten. | 77/100             |
| Inselleben (engl.: Island Living)                    | 21. Juni 2019     | - Neue Kreaturen: Delfine und Meerjungfrauen - Neue Welt: Urlaubsparadies Sulani | 84/100             |
| Inselleben (engl.: Island Living)                    | 21. Juni 2019     | Die Erweiterung bringt eine Insel namens Sulani, die einen aktiven Vulkan beinhaltet, ins Spiel. Sie bietet neue Jobs, wie Rettungsschwimmer oder Umweltschützer, und weitere Gameplay-Inhalte. So ist es möglich, als Meerjungfrau zu spielen und Freundschaften mit Delfinen zu schließen. | 84/100             |
| An die Uni (engl.: Discover University)              | 15. November 2019 | - Neue Welt: Britechester | 81/100             |
| An die Uni (engl.: Discover University)              | 15. November 2019 | Sims können in der Stadt Britechester eine Universität besuchen. Es gibt Studienfächer wie Biologie, Computerwissenschaften, Kunstgeschichte und Gaunerei. | 81/100             |
| Nachhaltig leben (engl.: Eco Lifestyle)              | 5. Juni 2020      | - Neue Welt: Evergreen Harbor | 82/100             |
| Nachhaltig leben (engl.: Eco Lifestyle)              | 5. Juni 2020      | Sims können Strom und Wasser produzieren, containern, Nahrungsmittel anbauen und Gebrauchsgegenstände upcyceln. Neue Gameplay-Möglichkeiten wie die Gründung von Nachbarschaftsprojekten werden eingeführt. Das Umweltengagement der Sims wirkt sich auf die Luftqualität der Stadt aus. Die neue Karriere „Freelance-Fabrikant“ wird eingeführt. | 82/100             |
| Ab ins Schneeparadies! (engl.: Snowy Escape)         | 13. November 2020 | - Neue Welt: Mt. Komorebi | 79/100             |
| Ab ins Schneeparadies! (engl.: Snowy Escape)         | 13. November 2020 | Die Erweiterung bringt neue Accessoires und Aktivitäten im Schnee mit sich, darunter Snowboarding, Ski- und Schlittenfahren, heiße Quellen und Schutzhütten. | 79/100             |
| Landhaus-Leben (engl.: Cottage Living)               | 22. Juli 2021     | - Neue Kreaturen: Kühe, Lamas, Hühner, Hasen - Neue Welt: Henford-on-Bagley | 81/100             |
| Landhaus-Leben (engl.: Cottage Living)               | 22. Juli 2021     | Die Erweiterung bringt die Möglichkeit auf dem Land zu wohnen, Tiere zu halten und zu züchten und verschiedene Gemüsesorten anzubauen. | 81/100             |
| Highschool-Jahre (engl.: High School Years)          | 28. Juli 2022     | - Neue Welt: Copperdale | 74/100             |
| Highschool-Jahre (engl.: High School Years)          | 28. Juli 2022     | Junge Sims können ihren Schulabschluss machen, Freunde finden, ihren Hobbys und anderen außerschulischen Aktivitäten mit ihren Freunden nachgehen bis zur abschießenden Abschlussfeier an ihrer Schule. | 74/100             |
| Zusammen wachsen (engl.: Growing Together)           | 16. März 2023     | - Neue Welt: San Sequoia | 82/100             |
| Zusammen wachsen (engl.: Growing Together)           | 16. März 2023     | Sims können ihr Familienleben durch Charakteränderungen, Partnerwahl und Wahl ihrer Lebensweise individuell gestalten. | 82/100             |
| Pferderanch (engl.: Horse Ranch)                     | 20. Juli 2023     | - Neue Kreaturen: Pferde, Zwergziegen, Zwergschafe - Neue Welt: Chestnut Ridge | 68/100             |
| Pferderanch (engl.: Horse Ranch)                     | 20. Juli 2023     | Sims können eine Pferde-Ranch bauen, Pferde versorgen, aufziehen und Ausritte auf einem Pferd oder Planwagen unternehmen. | 68/100             |
| Zu vermieten (engl.: For Rent)                       | 7. Dezember 2023  | - Neue Welt: Tomarang | 69/100             |
| Zu vermieten (engl.: For Rent)                       | 7. Dezember 2023  | Ermöglicht den Bau von Mehrfamilienhäusern mit neuen Interaktionsmöglichkeiten für die Bewohner. Sims können hier als Mieter oder Vermieter auftreten. Die neue Welt mit südostasiatischem Setting führt entsprechende Gerichte und Einrichtungsgegenstände ein. | 69/100             |
| Verliebt (engl.: Lovestruck)                         | 25. Juli 2024     | - Neue Welt: Ciudad Enamorada | 71/100             |
| Verliebt (engl.: Lovestruck)                         | 25. Juli 2024     | Die Sims können sich verlieben und ihrer romantischen Ader oder Eifersucht freien Raum lassen. Sie können sich für das erste Treffen innerhalb oder außerhalb der eigenen vier Wände optisch für ihr Gegenüber aufwerten. Diese Treffen können über eine Dating-App vereinbart werden. | 71/100             |
| Leben & Tod (engl.: Life & Death)                    | 31. Oktober 2024  | - Neue Welt: Ravenwood | 86/100             |
| Leben & Tod (engl.: Life & Death)                    | 31. Oktober 2024  | Sims können ihr Leben dem Tod widmen, Geister vertreiben oder dem Sensenmann helfen. Trauer spielt eine wichtige Rolle und der Tod ist nun nicht mehr das Ende eines Sim-Lebens – nach dem Ableben können Sims als Geister weiter„leben“ oder sogar wiedergeboren werden. | 86/100             |
| Vom Hobby zum Business (engl.: Businesses & Hobbies) | 6. März 2025      | - Neue Welt: Nordhaven | 69/100             |
| Vom Hobby zum Business (engl.: Businesses & Hobbies) | 6. März 2025      | Die Sims können ein Kleinunternehmen gründen und führen, z. B. als Tätowierer, Töpfer oder Süßwarenhersteller, und dabei auch Kurse für interessierte Kunden in ihrem Geschäftsbereich geben. Weitere Unternehmen sind von vorher installierten Erweiterungen abhängig, darunter ein Tiercafé, Tanzclub, eine Karaokebar, ein Wellnesscenter, Waschsalon oder eine Bowlingbahn.                                                                       | 69/100             |
| Zauber der Natur (engl.: Enchanted by Nature)        | 10. Juli 2025     | - Neue Kreaturen: Feen - Neue Welt: Innisgreen |                    |
| Zauber der Natur (engl.: Enchanted by Nature)        | 10. Juli 2025     | Sims können ihre Bedürfnisse wie Hunger, Schlaf oder Harndrang in der Natur ohne den Gebrauch von Betten und Sanitäranlagen erfüllen und sich um Zimmerpflanzen kümmern. Mit der Arzneikunde-Fähigkeit können Sims durch Heilmittel die Balance ihres Körpers wiederherstellen, nachdem sie zu lange negativen Emotionen ausgesetzt waren, und verschiedene Leiden heilen. Die Fähigkeit kommt auch in der neuen Naturheilkunde-Karriere zum Einsatz. |                    |

## Gameplay-Packs
Die 12 kostenpflichtigen Gameplay-Packs sind eine Mischung aus den bekannten Accessoires-Packs und Erweiterungspacks, die ausschließlich zum Download angeboten werden, sind aber auch in den Bundles enthalten. Die Gameplay-Packs sollen ein Mittelweg aus den Accessoire-Packs und vollwertigen Erweiterungspacks darstellen und kosten regulär 19,99 €. So enthalten sie neben neuen Outfits und Objekten auch neue Interaktionen und Spielfeatures. Zudem stellen die Gameplay-Packs eine neue Form der Zusatzpakete dar, die die Entwickler bei Die Sims 4 erstmals anbieten.
| Titel                                                            | Veröffentlicht     | Beschreibung | Aggregierte Pressewertungen |
| ---------------------------------------------------------------- | ------------------ | --- | --------------------------- |
| Outdoor-Leben (engl.: Outdoor Retreat)                           | 13. Januar 2015    | Die Sims können bis zu sieben Tage Urlaub in den Granite Falls auf dem Campingplatz oder in Ferienhäusern verbringen. Sie können die Wolken oder den Sternenhimmel betrachten, am Lagerfeuer zusammensitzen, Geschichten erzählen, den örtlichen Nationalpark besuchen oder einem Bären in Form eines Nicht-Spieler-Charakters begegnen. | 66/100                      |
| Wellness-Tag (engl.: Spa Day)                                    | 14. Juli 2015      | Die Sims können meditieren und baden sowie das Wellnesscenter mit Yoga-Kursen, Saunen und Massagen besuchen. Mit der Wellnessfähigkeit lernen sie, andere Sims zu massieren, schwierige Yoga-Posen einzunehmen und beim Meditieren zu schweben. Zudem stehen neue Fitnesskleidung und moderne Möbel zur Verfügung. | 78/100                      |
| Gaumenfreuden (engl.: Dine Out)                                  | 7. Juni 2016       | Die Sims können Restaurants besuchen oder betreiben, dabei die Speisekarte gestalten und Personal einstellen. | 70/100                      |
| Vampire (engl.: Vampires)                                        | 24. Januar 2017    | Spieler können Vampir-Sims mit neuen Fähigkeiten und Merkmalen erstellen und in Vampirrängen aufsteigen. Normale Sims können mit der Vampirsaga-Fähigkeit mehr über Vampire herausfinden. Vampire können auch als Nicht-Spieler-Charaktere auf den Grundstücken der Sims erscheinen, sie beißen und verwandeln. Zudem gibt es eine neue, mystische Stadt namens Forgotten Hollow, neue altertümliche Objekte und Kleidung.                                                                        | 73/100                      |
| Elternfreuden (engl.: Parenthood)                                | 30. Mai 2017       | Erwachsene Sims können mit der Erziehungsfähigkeit ihre Kinder großziehen. Dazu erhalten Sims im Kleinkind- bis Teenageralter fünf neue Charakterwerte, die sich als junger Erwachsener zu zusätzlichen Merkmalen entwickeln. Eltern können die Charakterwerte ihrer Kinder beeinflussen, indem sie ihnen etwas beibringen, sie zu bestimmtem Verhalten leiten dafür bestrafen. Außerdem stehen neue Familienaktivitäten wie ehrenamtliche Tätigkeiten, neue Heimdeko und Kleidung zur Verfügung. | 78/100                      |
| Dschungel-Abenteuer (engl.: Jungle Adventure)                    | 27. Februar 2018   | Die Sims können Urlaub in Selva Dorada machen. Dort können sie den Weg durch den Dschungel zu einem, sich jedes Mal verändernden, Tempel entdecken, um Schätze zu finden oder am Markt mit Einheimischen reden um die selvadoradianische Kulturfähigkeit auszubauen. | 80,00 %                     |
| StrangerVille                                                    | 26. Februar 2019   | Die Sims können ihre Untersuchung beginnen und das dunkle Geheimnis einer Wüstenstadt lösen. Nach längeren Vorarbeiten muss eine Gruppe von Sims eine riesige, giftige Sporen ausstreuende Pflanze besiegen, um die Stadt von der in ihr grassierenden Krankheit zu befreien. | –                           |
| Reich der Magie (engl.: Realm of Magic)                          | 10. September 2019 | Die Sims können durch Portale die Stadt Glimmerbrook in der Magier-Welt betreten wo sie Zaubersprüche und das Brauen von Tränken erlernen können. Sie können sich außerdem in magischen Duellen messen und durch neue Kleidung und Accessoires wie Umhänge das Aussehen thematisch an die Welt der Magie anpassen. | 85/100                      |
| Star Wars: Reise nach Batuu (engl.: Star Wars: Journey to Batuu) | 8. September 2020  | Sims können sich mit Sehenswürdigkeiten aus Star Wars, wie dem Millennium Falcon, oder der einzigartigen Kleidung von Batuu umgeben. Unter anderem werden neues Dekor, Rezepte und weitere Gegenstände geboten. | 70/100                      |
| Traumhaftes Innendesign (engl.: Dream Home Decoration)           | 1. Juni 2021       | Sims können Innenräume ihrer Wohnungen, Grundstücke und Gebäude mit neuen Möbeln, Tapeten u. ä. ausstatten. Die Sims selber können mit neuer Kleidung, Frisuren und weiteren Gegenständen individualisiert werden. | 80/100                      |
| Meine Hochzeitsgeschichten (engl.: My Wedding Stories)           | 23. Februar 2022   | Sims können eine Hochzeit veranstalten, von der Verlobung über die Planung und Ausführung der Hochzeit mit Hochzeitstorte, Deko und anschließender Feier bis zur Hochzeitsreise. Dazu gibt es die neue Welt Tartosa. | 65/100                      |
| Werwölfe (engl.: Werewolves)                                     | 16. Juni 2022      | Sims können sich in einen Werwolf verwandeln. Wird ein Sim gebissen, kann er sein Leben als Werwolf weiterführen oder gegen die Verwandlung ankämpfen. | 80/100                      |

## Accessoires-Packs
| Titel                                       | Veröffentlicht     | Beschreibung                                                                                                  | Metacritic-Wertung |
| ------------------------------------------- | ------------------ | --- | ------------------ |
| Luxus-Party (Luxury Party Stuff)            | 19. Mai 2015       | Neue Kleidung, Frisuren und zwei neue Interaktionsobjekte für luxuriöse Partys                                | −                  |
| Sonnenterrassen (Perfect Patio Stuff)       | 16. Juni 2015      | Neue Bau-Objekte für die Terrasse und Whirlpool als neues Interaktionsobjekt                                  | −                  |
| Coole Küche (Cool Kitchen Stuff)            | 11. August 2015    | Neue Möbel und Kleidungen passend für die Küche und die Eiscrememaschine als neues Interaktionsobjekt         | −                  |
| Grusel (Spooky Stuff)                       | 29. September 2015 | Möbel & Kleidung für die Zeit des Fürchtens und zwei neue Interaktionsobjekte und eine neue Party             | −                  |
| Heimkino (Movie Hangout Stuff)              | 12. Januar 2016    | Möbel & Kleidung für das Kino und zwei neue Interaktionsobjekte wie die Kinoleinwand und die Popcorn-Maschine | −                  |
| Romantischer Garten (Romantic Garden Stuff) | 9. Februar 2016    | Möbel & Kleidung für den Garten und zwei neue Interaktionsobjekte wie den Wunschbrunnen und den Spielbrunnen  | −                  |
| Kinderzimmer (Kids Room Stuff)              | 28. Juni 2016      | Möbel & Kleidung für das Kinderzimmer                                                                         | −                  |
| Gartenspaß (Backyard Stuff)                 | 19. Juli 2016      | Möbel & Geräte für den Garten und zwei Wasserrutschen als neue Ineraktionsobjekte                             | −                  |
| Vintage Glamour (Vintage Glamour Stuff)     | 6. Dezember 2016   | Neue Kleidung, Möbel, Interaktionen und ein Butler                                                            | −                  |
| Bowling-Abend (Bowling Night Stuff)         | 29. März 2017      | Neue Kleidung, Möbel, Bowlingfähigkeiten, Möglichkeiten eine Bowlingbahn zu bauen oder zu besuchen            | −                  |
| Fitness (Fitness Stuff)                     | 20. Juni 2017      | Neue Kleidung, Möbel, Kletterwand und neue Sportgeräte                                                        | −                  |
| Kleinkind (Toddlers Stuff)                  | 24. August 2017    | Neue Kleidung, Frisuren, Interaktionen und Spielplatzgeräte                                                   | −                  |
| Waschtag (Laundry Day Stuff)                | 16. Januar 2018    | Neue Outfits, Objekte und neues Gameplay zum Thema Wäsche machen                                              | −                  |
| Mein erstes Haustier (My First Pet Stuff)   | 13. März 2018      | Neue Haustiere, darunter Hamster, Ratten und Igel                                                             | −                  |
| Moschino (Moschino Stuff Pack)              | 13. August 2019    | Neue Berufe, Outfits und ein Fotostudio errichten                                                             | −                  |
| Tiny Houses (Tiny Living)                   | 21. Januar 2020    | Neue Grundstücksart, Objekte, Outfits                                                                         | 73/100             |
| Schick mit Strick (Nifty Knitting)          | 28. Juli 2020      | Möbel im Heimwerker-Stil, Stricken eigener Kleidung, Online-Store Plopsy zum Verkauf gestrickter Waren        | 63/100             |
| Paranormale Phänomene (Paranormal)          | 26. Januar 2021    | Neue Kleidung, Möbel, Grundstücksart                                                                          | 76/100             |
| Lukrative Hobbyküche (Home Chef Hustle)     | 28. September 2023 | Neue Kleidung, Möbel, Küchenmaschine, Waffeleisen, Pizzaofen, Verkaufsstand                                   | −                  |
| Kristallkreationen (Crystal Creations)      | 29. Februar 2024   | Individueller Edelstein- u. a. Schmuck                                                                        | −                  |

## Sets
Die 46 Sets enthalten meist kleine Dinge zum Thema Mode und Deko z. B. Jeans, Mikrowelle usw.
| Titel                         | Veröffentlichung   | Beschreibung                                                                                    |
| ----------------------------- | ------------------ | ----------------------------------------------------------------------------------------------- |
| Retro Fit & Chic Set          | 2. März 2021       | Kleidung aus den 90er Jahren                                                                    |
| Landhaus Küche Set            | 2. März 2021       | Küchenmöbel                                                                                     |
| Hausputz Set                  | 2. März 2021       | Hand- und Standstaubsauger                                                                      |
| Innenhof Oase Set             | 18. Mai 2021       | Säulen, Bogengänge, Fliesen aus Holz                                                            |
| Industrie-Loft-Set            | 26. August 2021    | Holz- und Stahlrahmen, Rohre und Belüftungen im Industriedesign                                 |
| Incheon Style Set             | 5. Oktober 2021    | Mäntel, Röcke, Jogginghosen, Sneaker u. a. Kleidungsstücke                                      |
| Fashion Set                   | 5. Oktober 2021    | sportliche Freizeitkleidung, Schmuck, Tattoos, Sonnenbrillen                                    |
| Blühende Räume Set            | 9. November 2021   | Möbel, Topfpflanzen                                                                             |
| Moderne Männermode Set        | 2. Dezember 2021   | Pullis, Röcke, Halbschuhe                                                                       |
| Karnevals-Streetwear-Set      | 3. Februar 2022    | Karnevalskostüme                                                                                |
| Maximalistischer Wohnstil-Set | 21. März 2022      | Tapeten, Möbel, Teppiche in verschiedenen Designs                                               |
| Mode zum Verlieben Set        | 26. Mai 2022       | Mode und Schuhe im Seiden- oder Glitzer-Look                                                    |
| Kleine Camper Set             | 26. Mai 2022       | Campingausrüstung                                                                               |
| Erste Outfits-Set             | 1. September 2022  | Kinderkleidung                                                                                  |
| Wüstenoase-Set                | 14. September 2022 | Kamine, Bar, Swimmingpool in Stein- und Holzoptik                                               |
| Pastell-Pop-Set               | 10. November 2022  | Möbel in Pastellfarben und Design der 60er und 70er Jahre/Avant Basic                           |
| Krimskrams-Set                | 10. November 2022  | Bücherstapel, Schminkzeug, Schmuck u. ä.                                                        |
| Unterwäsche-Set               | 19. Januar 2023    | BHs, Boxershorts in verschiedenen Designs                                                       |
| Badutensilien-Set             | 19. Januar 2023    | Wandtattoos, Seifen, Zahnpasta, Handtücher u. ä.                                                |
| Gewächshaus-Set               | 20. April 2023     | Blumentöpfe, Fenster, Pflanzen u. ä.                                                            |
| Dachbodenschätze-Set          | 20. April 2023     | abgenutzte Möbel, ältere Elektrogeräte, Kartons u. ä.                                           |
| Grunge-Revival-Set            | 1. Juni 2023       | alte T-Shirts, Kapuzenpulli aus dem Secondhandladen u. ä.                                       |
| Leseecke-Set                  | 1. Juni 2023       | Bücherregale, Sofas, große Fenster                                                              |
| Pool-Style-Set                | 7. September 2023  | Badebekleidung, Sandalen und Schwimmhilfen                                                      |
| Moderner Luxus-Set            | 7. September 2023  | luxuriöse Betten, Schminktisch, Designer-Handtaschen u. ä.                                      |
| Burgen und Schlösser          | 18. Januar 2024    | Steinmauern, Bleiglas, Bogen u. ä.                                                              |
| Gothic-Style-Set              | 18. Januar 2024    | Netzstrumpfhose, Gürtel, Make-Up in düsterem Look                                               |
| Partyzubehör-Set              | 18. April 2024     | Diskokugel, Musikbox, Luftballons u. ä.                                                         |
| Urbane Mode-Set               | 18. April 2024     | Shirts mit Graffiti-Druck, Hosen, Piercings u. ä.                                               |
| Gemütliches Bistro-Set        | 30. Mai 2024       | Bistro mit Holz-, Metallverkleidung, Vintage-Möbeln, Kerzen u. ä.                               |
| Riviera-Idyll-Set             | 30. Mai 2024       | Swimmingpool, Korbsessel, Pergola u. ä.                                                         |
| Wundersames Kinderzimmer-Set  | 19. September 2024 | Mödel fürs Kinderzimmer und Kinderspielzeug                                                     |
| Atelier-Set                   | 19. September 2024 | Malerstaffelei, Pinsel, Farbdosen u. ä.                                                         |
| Gemütlicher Kitsch-Set        | 14. November 2024  | Möbel, Deko aus den 60er und 70er Jahren                                                        |
| Süße Pyjamaparty-Set          | 14. November 2024  | Nachtwäsche, Socken, Hausschuhe und Kosmetika u. ä.                                             |
| Feiertagsbündel               | 16. Dezember 2024  | Schneeflocken-Klebebilder, Weihnachtsbaum, Geschenke, weihnachtlicher Tischschmuck und Kleidung |
| Gemütliches Gaming-Set        | 16. Januar 2025    | Gaming-Stuhl, Schreibtisch u. ä.                                                                |
| Geheimer Rückzugs-Ort-Set     | 16. Januar 2025    | Geheimer Raum mit Möbeln, italienischer Mode, Chaiselongue                                      |
| Casanova-Höhle-Set            | 16. Januar 2025    | Bar, Kaffeetisch, Musiktruhe u. ä.                                                              |
| Elegantes Wohnzimmer Set      | 30. Januar 2025    | moderne und Reto-Möbel                                                                          |
| Business-Outfit-Set           | 30. Januar 2025    | Maßanzüge, andere Geschäftskleidung, Schuhe u. ä.                                               |
| Elegantes Badezimmer Set      | 10. April 2025     | Badewanne, Toilette, Handtücher, Spiegel in verschiedenen Materialien                           |
| Entzückender Style-Set        | 10. April 2025     | Halsketten, Hemden, Kleider, Hosen, Schuhe in hellen Farben u. ä.                               |
| Küchen-Allerlei-Set           | 1. Mai 2025        | Pfannen, Messerblock, Obstschalen, Waschbecken u. ä.                                            |
| Restauration-Werkstatt-Set    | 1. Mai 2025        | Hobelbank, Werkzeugwagen, ältere Küchengeräte u. ä.                                             |
| Zweiter Frühling-Set          | 1. Mai 2025        | Halsketten, Hemden, Kleider, Hosen, in dunklen Farben u. ä.                                     |

## Bundle-Packs
Bundle-Packs sind eine Zusammenfassung von einem Gameplay-Pack und zwei Accessoires-Packs. Sie ermöglichen, dass diese rein digitalen Erweiterungen auch außerhalb von Origin erhältlich sind und stehen als DVD-Box auch im normalen Handel zur Verfügung. Diese DVD-Boxen enthalten einen Download-Code, mit dem die drei enthaltenen Spiele via Origin heruntergeladen werden können (Code in a Box).
| Veröffentlichung  | Enthaltene Spiele                                                                                      |
| ----------------- | --- |
| 30. Juli 2015     | Wellness-Tag (Gameplay-Pack), Sonnenterrassen-Accessoires, Luxus-Party-Accessoires                     |
| 22. Oktober 2015  | Outdoor-Leben (Gameplay-Pack), Coole Küchen-Accessoires, Grusel-Accessoires                            |
| 9. Juni 2016      | Gaumenfreuden (Gameplay-Pack), Romantische Garten-Accessoires, Heimkino-Accessoires                    |
| 17. Februar 2017  | Vampire (Gameplay-Pack), Kinderzimmer-Accessoires, Gartenspaß-Accessoires                              |
| 23. Juni 2017     | Elternfreuden (Gameplay-Pack), Bowling-Abend-Accessoires, Vintage-Glamour-Accessoires                  |
| 10. November 2017 | Die Sims 4 Basisspiel, Hunde & Katzen                                                                  |
| 16. März 2018     | Dschungel-Abenteuer (Gameplay-Pack), Fitness-Accessoires, Kleinkind-Accessoires                        |
| 21. Juni 2019     | Zeit für Freunde, Romantische Garten-Accessoires, Bowling-Abend-Accessoires, Fitness-Accessoires       |
| 21. Juni 2019     | Insel-Leben (Gameplay-Pack), Sonnenterrassen-Accessoires, Gartenspaß-Accessoires, Waschtag-Accessoires |
| 24. November 2020 | Die Sims 4 Basisspiel, Star Wars: Reise nach Batuu                                                     |
| 17. Oktober 2022  | Waschtag-Accessoires, Elternfreuden (Gameplay-Pack), Jahreszeiten                                      |
| 17. Oktober 2022  | Hunde & Katzen, Mein erstes Haustier, Elternfreuden                                                    |
| 17. Oktober 2022  | Landhaus-Leben, Traumhaftes Innendesign, Tiny Houses-Accessoires                                       |
| 19. Oktober 2023  | Grusel Accessoires, Vampire, Werwölfe                                                                  |

## Gratispacks
Im Dezember 2014 erschien das kostenlose Bonuspack Fröhliches Feiertags-Pack, das einige weihnachtliche Dekorationsgegenstände wie einen Tannenbaum, Geschenke etc. enthält. Das Pack ist wie alle anderen im Origin-Store erhältlich.
Ebenfalls in der Übersicht aller erhältlichen Packs auf der Startseite des Spiels ist die Kreischgitarre des Schnitters aufgeführt. Man erhält sie bei der Anmeldung zum Sims-Newsletter.